# آتاری ۷۸۰۰
آتاری ۷۸۰۰ (با نام کامل Atari 7800 Pro System) نام کنسول بازی شرکت آتاری در نسل سوم کنسول هاست که ابتدا در سال ۱۹۸۴ در ایالات متحده آمریکا عرضه شد تا جای کنسول قدیمی تر آتاری، یعنی آتاری ۵۲۰۰ را بگیرد. اما پس از حوادث مربوط به رکود و سقوط صنعت بازی‌های رایانه‌ای در آمریکا، در سال ۱۹۸۳، آتاری فروش آن را به‌طور موقت متوقف کرد.

اما در ژانویه سال ۱۹۸۶، این کنسول دوباره عرضه شد تا در آن رقیب کنسول‌هایی مانند ان‌ئی‌اس از شرکت نینتندو و سگا مستر سیستم از شرکت سگا باشد.